# Wat Saket

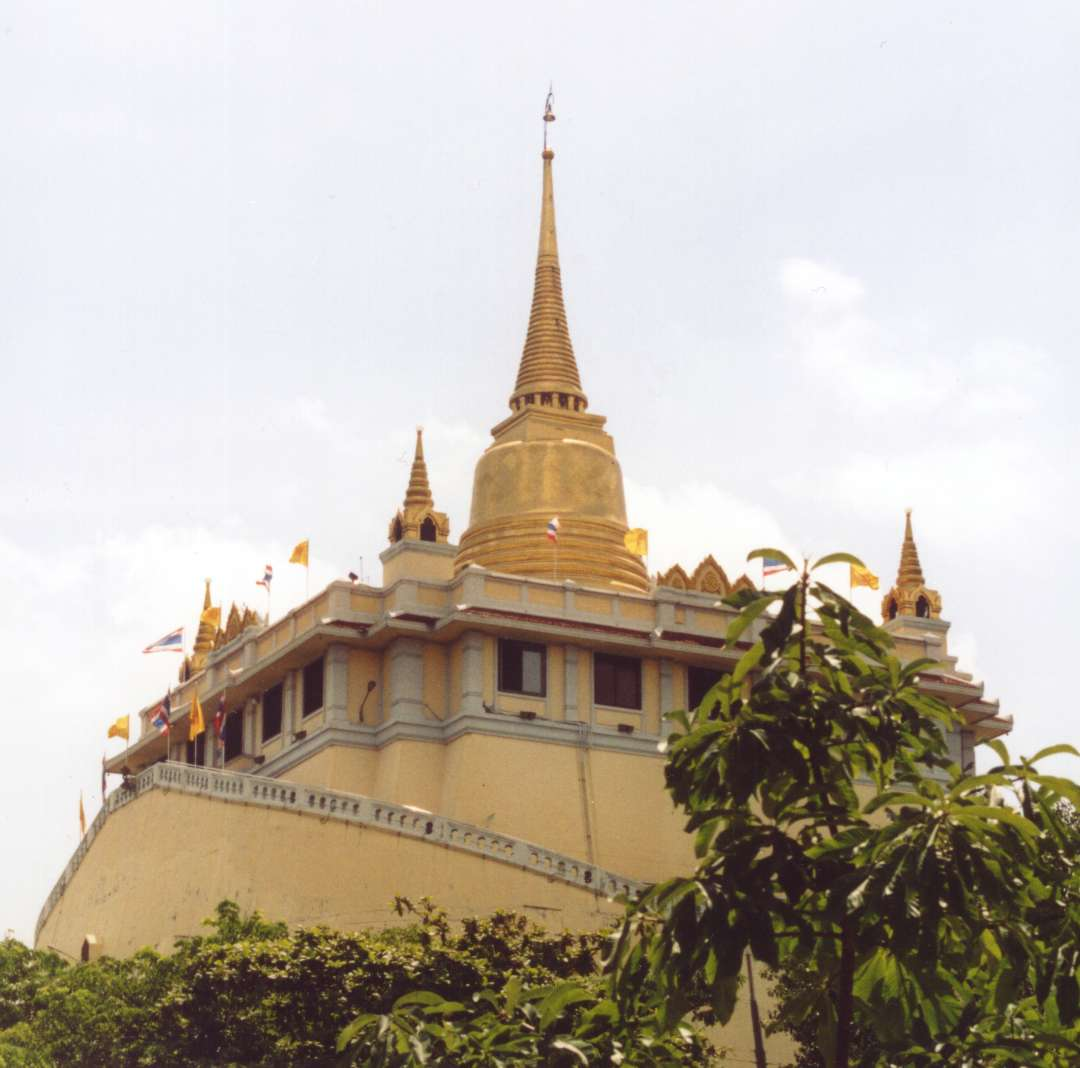
De Gouden Berg (Phu Khao)

Wat Saket Ratcha Wora Maha Wihan (Thai: วัดสระเกศราชวรมหาวิหาร) is een Boeddhistische tempel (wat) in Pom Prap Sattru Phai, een wijk van Bangkok. De tempel werd gebouwd in de periode van het koninkrijk Ayutthaya. In die periode werd het Wat Sakae genoemd. Koning Rama I renoveerde de tempel en hernoemde hem naar Wat Saket.
Phu Khao Thong (vertaald naar het Engels Golden Mount, in het Nederlands Gouden Berg) is een steile heuvel in de buurt van Wat Saket. Het is niet een natuurlijke verhoging, maar een kunstmatige heuvel. Tijdens het bewind van koning Rama III (1787 tot 1851) werd de beslissing genomen om een stoepa te bouwen van enorme afmetingen en deze toe te voegen aan de Wat Saket tempel. Echter, de grote stoepa stortte tijdens het bouwproces in elkaar, omdat de zachte grond het niet kon ondersteunen. De resulterende modder- en bakstenen heuvel werd ongeveer een halve eeuw met rust gelaten, waarbij de vorm van een natuurlijke heuvel ontstond, die steeds meer werd overwoekerd met onkruid. Sindsdien leek het op een natuurlijke kleine berg en ontving zij haar naam "Phu Khao" (ภูเขา) (Gouden Berg).
Ten slotte werd er onder het bewind van Rama IV een kleinere stoepa gebouwd op de heuveltop. Deze kleinere versie was onder het bewind van koning Rama V (1853 tot 1910) gereedgemaakt, toen een overblijfsel van een Boeddhabeeld uit India werd overgebracht naar de tempel.
In de jaren 40 werden om de heuvel betonnen muren gebouwd ter preventie van mogelijke erosie. Er is een belangrijk festival in Wat Saket, jaarlijks in november, dat onder andere een processie met kaarslicht omvat.
Phu Khao Thong is uitgegroeid tot een populaire toeristische attractie in Bangkok, maar de rest van de tempel is veel minder bezocht.